# 钶钽铁矿
钶钽铁矿（Coltan，化學式：(Fe,Mn)(Ta,Nb)2O6），是非洲口语对铌铁矿-钽铁矿这种复合矿物的称呼。钶钽铁矿是一种含有铌和钽的金属矿。含有钽的精矿一般指的是“钽铁矿”。从外观看，钶钽铁矿是一种暗黑色矿物。值得注意的是，钶钽铁矿的出口是刚果战争的导火索之一，那一次冲突的死亡人數高達400万人。目前，卢旺达和乌干达由民主刚果盗取钶钽铁矿，然後出口到西方（主要是美国）。钶钽铁矿广泛用于制造高科技产品，如：移动电话、DVD播放机、PS2游戏机等。

## 生产和供应
钽金属主要在澳大利亚生产, 最大的制造商Sons of Gwalia在當地开发两个钽矿。钽矿在加拿大、巴西、中国和刚果民主共和国（共佔已知世界储量的80%）也有开发。钽在泰国和马来西亚也有生产，但只是作为锡矿石的伴生产品和冶炼副产品。 
世界已发现的主要矿带位于刚果民主共和国东部。在埃塞俄比亚、尼日利亚、津巴布韦、莫桑比克、纳米比亚、南非和埃及也有发现，有时也有些许产量。

## 使用和需求
钽主要用於生产电容器，是电子设备中十分重要的电子元件，广泛用于从移动电话到笔记本电脑的各种电子设备中。過去十年，由於電子科技產品需求和產量激增，鉭的需求和價格因而飈升。价格的提升加剧了生产国特别是刚果和卢旺达之间的矛盾。但特別的是電影魔鬼終結者的影集《魔鬼終結者之莎拉康納戰記》中是未來終結者骨架的主要材料（請參考魔鬼終結者之莎拉康納戰記）

## 主要问题
刚果政局不稳定，矿区位于濒危物种东部低地金刚猩猩的主要栖息地。卢旺达占领了东部刚果，刚果共和国因此未能开采这些地区的资源获利。一份联合国安理会报告指出，大量的矿石被东部边境邻国乌干达、 布隆迪和卢旺达民兵非法开采和偷運。据估计，卢旺达军队在不到18个月，通过出售钶钽铁矿获得至少2.5亿美元的收益。然而，这种说法被质疑，因为卢旺达也有自己的钽矿，故难以斷定哪些是走私的矿石。
钶钽铁矿走私也被指为刚果軍閥的主要收入来源之一。对于很多人，这导致了和冲突钻石类似的伦理问题。由于区分合法和非法的钶钽铁矿相当困难，好几家电子设备生产商决定抵制所有非洲钶钽铁矿，转而采用其它钶钽铁矿。
联合国指控这三个国家走私钶钽铁矿石的议案最终不了了之。下面的参考链接是奥地利记者Klaus Werner记录的跨国公司和非法钶钽铁矿交易
也有人声称，开采钶钽铁矿可能嚴重影响当地森林和野生动物，特别是大猩猩的生存，破坏自然环境。

## 价格升高和需求变化
自从非洲的鈳鉭礦价格於2000年急遽上升後，因.COM投机和多重定购，非洲矿场出产的的钶钽铁矿石和铌的产量显著下降。这一点已经被美国地质调查局相关调查数据得以证实。 
比利时的钽－铌国际研究中心（这个国家传统上就跟刚果关系密切）已经建议国际卖家，要从道德角度出发尽量避免购买来自刚果的钶钽铁矿：
「民主剛果、盧旺達等中非國家，以往是钽礦石的主要來源地。然而，軍閥不惜破壞國家公園生態、開採鑽石等礦物資源而獲取厚利以延續內戰。本研究中心呼籲會員，應小心查證鉭礦石是取自合法來源地。因圖利而危害到當地人、野生動物或環境是不能接受的。」
然而，撇开道德考慮，純從經濟角度出發，矿石供应地开始从传统地区如澳大利亚，转移至新的地点如埃及。情況可能由世界上最大的供应商、澳大利亚的Sons of Gwalia有限公司破产所引起，但这公司仍然生产和出口矿石。